# Gekka no Yasoukyoku
"Gekka no Yasōkyoku" (月下の夜想曲) é o quinto single da banda japonesa Malice Mizer, lançado em 21 de fevereiro de 1998. É o terceiro single do álbum Merveilles, lançado pela Columbia Music Entertainment. A canção foi usada como música tema da série de televisão Egawa no Shokutaku.

## Recepção
Atingiu a 11° posição na Oricon Singles Chart, permanecendo na parada por doze semanas. Vendeu 168,090 cópias enquanto esteve na parada. Foi certficado disco de ouro pela RIAJ em julho de 1998 por vender mais de 200 mil cópias.
A canção foi incluída no álbum de compilação da Universal The Original (2010), que reuniu canções importantes da geração dos anos 1990 do movimento visual kei. Em 2010, a banda D fez um cover de "Gekka no Yasōkyoku" para o álbum de covers de artistas visual kei dos anos 1990 Crush! 90's V-Pop Best Hit Cover Songs.

## Faixas
| N.º            | Título                                                    | Duração |  |
| 1.             | "Gekka no Yasōkyoku" (月下の夜想曲)                       | 3:46    |  |
| 2.             | "Gekka no Yasōkyoku de L'Image" (月下の夜想曲 de l'image) | 3:51    |  |
| 3.             | "Gekka no Yasōkyoku (Instrumental)"                       | 3:44    |  |
| Duração total: | Duração total:                                            | 11:21   |  |

## Créditos
- Gackt – vocais
- Mana – guitarra
- Közi – guitarra
- Yu~ki – baixo
- Kami – bateria